# أرنالدو ألونسو
أرنالدو ألونسو (بالإسبانية: Arnaldo Alonso)‏ (18 ديسمبر 1979 بأسونسيون في باراغواي - ) هو مدرب كرة قدم ولاعب كرة قدم باراغواياني في مركز الوسط. لعب مع الجامعي دي بيرو وسان مارتين دي سان خوان.

## وصلات خارجية
- أرنالدو ألونسو على موقع قاعدة بيانات كرة القدم.إي يو (الإنجليزية)